# Бэби Ариэль
Ариэль Ребекка Мартин (англ. Ariel Rebecca Martin, род. 22 ноября 2000, Пемброк-Пайнс, Флорида), также известная как Бэби Ариэль (англ. Baby Ariel), — американская актриса и певица. Она известна своей ролью Винтера Барковица в оригинальном фильме Disney Channel «Зомби 2» и «Зомби 3».
Она известна своими видеороликами в социальной сети musical.ly (теперь известной как TikTok). В 2017 году журнал Time признал её одним из самых влиятельных людей в Интернете, и она была включена в список Forbes 2017 года, влияющих на индустрию развлечений.

## Биография
Ариэль родилась 22 ноября 2000 года в Пемброк-Пайнс, штат Флорида. Отец - панамец, мама кубинско-израильского происхождения. В конце 2018 года Ариэль снялась в мини-сериале «Отчеты о куколках» о Брате. В 2019 году она снялась в телевизионном фильме Nickelodeon «Бикслер Хай Частный сыщик». Позже в том же году было объявлено, что она появится в фильме Disney Channel «Зомби 2» и сыграет роль Винтера.

## Фильмография
| Год  |   | Русское название          | Оригинальное название   | Роль          |
| ---- | - | ------------------------- | ----------------------- | ------------- |
| 2017 | с | Пейдж и Фрэнки            | Bizaardvark             | Тиффани       |
| 2018 | с | Куриные Девочки           | Chicken Girls           | Дрюи          |
| 2018 | с | Отчеты о куколках         | Baby Doll Records       | Дрюи          |
| 2018 | с | Опасный Генри             | Henry Danger            | Патина        |
| 2019 | ф | Бикслер Хай Частный сыщик | Bixler High Private Eye | Кензи Мессина |
| 2020 | ф | Зомби 2                   | Zombies 2               | Винтер        |
| 2021 | с | Воссоединение семьи       | Family Reunion          | Джинджи Старр |
| 2022 | ф | Зомби 3                   | Zombies 3               | Винтер        |